# Andrés Narvarte
Andrés Navarte (La Guaira, 1781 – Caracas, 31 marzo 1853) è stato un politico e avvocato venezuelano.
Fu uno degli alleati più fedeli di José Antonio Páez nei primi anni di vita della Repubblica del Venezuela, ed ebbe la carica di vicepresidente e presidente ad interim per due periodi.

## Primo periodo "provvisorio" (1835)
Il 20 gennaio 1835, con l'insediamento delle Camere Legislative, il presidente in carica José Antonio Páez passò i suoi poteri al vicepresidente Andrés Narvarte, che rimase presidente ad interim fino al 9 febbraio del medesimo anno, in vista delle elezioni presidenziali.
Il 6 febbraio il Congresso della Repubblica venezuelana procedette allo scrutinio dei voti per l'elezione del Presidente della Repubblica. I risultati diedero in testa José María Vargas con 103 voti (il 50,99% del totale), seguito da Carlos Soublette con 45 voti (il 22,77%) e Santiago Mariño con 27 voti (il 13,36). Poiché nessuno dei candidati ottenne i 2/3 dei voti complessivi, si passò al ballottaggio tra i tre candidati con il maggior numero di voti ottenuti, che vide vincitore Vargas.

## Secondo periodo "provvisorio" (1836-1837)
A 55 anni Narvarte ritornò al potere in seguito alla rinuncia irrevocabile di Vargas, e in qualità di vicepresidente della Repubblica, esercitò il potere esecutivo dal 24 aprile 1836 fino al 20 gennaio 1837 (9 mesi in totale).